# Nguyễn Anh Đức
Nguyễn Anh Đức (* 24. Oktober 1985 in Sông Bé) ist ein vietnamesischer Fußballspieler.

## Karriere

### Verein
Nguyễn Anh Đức erlernte das Fußballspielen in den Jugendmannschaften von Thép Pomina Tiền Giang und Becamex Bình Dương. Bei Thép Pomina Tiền Giang unterschrieb er 2005 auch seinen ersten Vertrag. 2006 wechselte er zu Becamex Bình Dương. Der Verein aus Thủ Dầu Một spielte in der ersten Liga des Landes, der V.League 1. In seinem ersten Jahr bei Becamex wurde er Vizemeister. 2007, 2008, 2014 und 2015 feierte er mit dem Verein die vietnamesische Meisterschaft. Den Supercup gewann er 2007, 2008, 2013 und 2015. Im vietnamesischen Pokalfinale stand er 2008, 2014, 2015, 2017 und 2018. 2015 und 2018 ging er als Sieger vom Platz. 2017 wurde er mit 17 Toren Torschützenkönig er Liga. Nach 355 Erstligaspielen wurde Ende 2019 sein Vertrag nicht verlängert. Bis Mitte Juli 2020 war er vertrags- und vereinslos. Für das zweite Halbjahr wurde er vom Ligakonkurrenten Hoàng Anh Gia Lai unter Vertrag genommen. Für den Klub aus Pleiku absolvierte er bis Ende 2020 neun Erstligaspiele. 
Seit dem 1. Januar 2021 ist er vertrags- und vereinslos.

### Nationalmannschaft
Nguyễn Anh Đức spielte von 2006 bis 2019 35-mal in der vietnamesischen Nationalmannschaft. 2018 gewann er mit dem Team die Südostasienmeisterschaft. Das Finale gegen Malaysia gewann man mit 3:2.

## Erfolge

### Verein
Becamex Bình Dương
- V.League 1

Meister: 2007, 2008, 2014, 2015
Vizemeister: 2006
- Vietnamesischer Supercup: 2007, 2008, 2013, 2015
- Vietnamesischer Fußballpokal

Sieger: 2015, 2018
Finalist: 2008, 2014, 2017

### Nationalmannschaft
Vietnam
- Südostasienmeisterschaft: 2018

## Auszeichnungen
V.League 1
- Torschützenkönig: 2017